# Kenny Smith
Kenny Smith (Queens, Nueva York; 8 de marzo de 1965) es un exjugador de baloncesto estadounidense que compitió durante 10 temporadas en la NBA. Con 1,88 metros de estatura, jugaba de base. En la actualidad es presentador de televisión.

## Trayectoria deportiva

### Universidad
Smith asistió durante 4 años a la Universidad de North Carolina, donde acabó promediando 12,9 puntos y 6 asistencias por partido con los Tar Heels. Cuando se graduó, mantenía el récord histórico de la universidad en cuanto a asistencias, con 768.

### Profesional
Fue elegido en la sexta posición del Draft de la NBA de 1987 por los Sacramento Kings. En su año de novato se ganó el aparecer en el mejor quinteto de rookies de la temporada, tras promediar 13,8 puntos y 7,1 asistencias, consiguiendo el puesto de titular desde el primer momento. Tras un breve paso por Atlanta Hawks, ficha por los Houston Rockets, convirtiéndose en el base titular del equipo que conseguiría los títulos de campeón de la NBA en 1994 y 1995, en un equipo dirigido desde el banquillo por Rudy Tomjanovich y liderados por un gran Hakeem Olajuwon.
Pasó 6 temporadas en Houston, en las cuales acabó siendo el líder histórico del equipo en porcentaje de tiros de tres puntos, con un 40,7% de acierto. Tras su salida de la franquicia tejana, jugó un año más como profesional, repartido en tres equipos diferentes. Acabó su carrera con unos promedios de 12,8 puntos y 5,5 asistencias, y con un porcentaje de 39,9% de tiros de 3.

## Estadísticas de su carrera en la NBA
|  | Denota temporadas en las que fue Campeón de la NBA |

### Temporada regular
| Año     | Equipo     | PJ  | PT  | MPP  | %TC  | %3P  | %TL   | RPP | APP | ROB | TPP | PPP  |
| ------- | ---------- | --- | --- | ---- | ---- | ---- | ----- | --- | --- | --- | --- | ---- |
| 1987-88 | Sacramento | 61  | 60  | 35.6 | .477 | .308 | .819  | 2.3 | 7.1 | 1.5 | .1  | 13.8 |
| 1988-89 | Sacramento | 81  | 81  | 38.8 | .462 | .359 | .737  | 2.8 | 7.7 | 1.3 | .1  | 17.3 |
| 1989-90 | Sacramento | 46  | 46  | 38.0 | .461 | .373 | .809  | 2.6 | 6.6 | 1.2 | .2  | 15.0 |
| 1989-90 | Atlanta    | 33  | 5   | 20.4 | .480 | .167 | .846  | 1.1 | 4.3 | 0.7 | .0  | 7.7  |
| 1990-91 | Houston    | 78  | 78  | 34.6 | .520 | .363 | .844  | 2.1 | 7.1 | 1.4 | .1  | 17.7 |
| 1991-92 | Houston    | 81  | 80  | 33.8 | .475 | .394 | .866  | 2.2 | 6.9 | 1.3 | .1  | 14.0 |
| 1992-93 | Houston    | 82  | 82  | 29.5 | .520 | .438 | .878  | 2.0 | 5.4 | 1.0 | .1  | 13.0 |
| 1993-94 | Houston    | 78  | 78  | 28.3 | .480 | .405 | .871  | 1.8 | 4.2 | 0.8 | .1  | 11.6 |
| 1994-95 | Houston    | 81  | 81  | 25.1 | .484 | .429 | .851  | 1.9 | 4.0 | 0.9 | .1  | 10.4 |
| 1995-96 | Houston    | 68  | 56  | 23.8 | .433 | .382 | .821  | 1.4 | 3.6 | 0.7 | .0  | 8.5  |
| 1996-97 | Detroit    | 9   | 0   | 7.1  | .400 | .500 | 1.000 | 0.6 | 1.1 | 0.1 | .0  | 2.6  |
| 1996-97 | Orlando    | 6   | 0   | 7.8  | .462 | .600 | 1.000 | 0.3 | 0.7 | 0.0 | .0  | 2.8  |
| 1996-97 | Denver     | 33  | 3   | 19.8 | .422 | .425 | .854  | 1.1 | 3.1 | 0.5 | .0  | 7.9  |
| Total   | Total      | 737 | 650 | 30.1 | .480 | .399 | .829  | 2.0 | 5.5 | 1.0 | .1  | 12.8 |

### Playoffs
| Año   | Equipo  | PJ | PT | MPP  | %TC  | %3P  | %TL   | RPP | APP | ROB | TPP | PPP  |
| ----- | ------- | -- | -- | ---- | ---- | ---- | ----- | --- | --- | --- | --- | ---- |
| 1991  | Houston | 3  | 3  | 37.7 | .474 | .500 | .889  | 2.7 | 8.0 | 1.3 | .3  | 15.3 |
| 1993  | Houston | 12 | 12 | 32.6 | .492 | .500 | .778  | 2.0 | 4.2 | 0.8 | .1  | 14.8 |
| 1994  | Houston | 23 | 23 | 30.3 | .455 | .447 | .808  | 2.3 | 4.1 | .96 | .17 | 10.8 |
| 1995  | Houston | 22 | 22 | 29.6 | .438 | .442 | .900  | 2.2 | 4.5 | .64 | .14 | 10.8 |
| 1996  | Houston | 8  | 8  | 23.9 | .434 | .387 | 1.000 | 1.5 | 4.8 | 0.6 | .0  | 8.9  |
| Total | Total   | 68 | 68 | 30.0 | .457 | .448 | .847  | 2.2 | 4.5 | 0.8 | .1  | 11.5 |

## Vida personal
Creó el Kenny Smith North Carolina Boy and Girls Basketball Camp, un campus de verano de baloncesto para niños y niñas.
Es el narrador del concurso de mates y del concurso de triples en la versión inglesa del juego de EA Sports NBA Live, en las ediciones de 2005 y 2006.